# Karachaganak
Le gisement de Karachaganak est un champ de gaz situé au nord du Kazakhstan à 150 km de la ville d'Oural. 

## Historique
Le gisement a été découvert en 1979 et d'abord exploité par une filiale de Gazprom. À la suite de l'indépendance du Kazakhstan, l'exploitation a été réattribuée au consortium international Karachaganak Petroleum Operating (KPO) actuellement détenu à 32,5 % par BG Group et ENI, Chevron et Lukoil détenant respectivement 20 % et 15 %.